# El Castillo de Chipiona
El Castillo de Chipiona är ett slott i Spanien.   Det ligger i provinsen Provincia de Cádiz och regionen Andalusien, i den sydvästra delen av landet, 500 km sydväst om huvudstaden Madrid. El Castillo de Chipiona ligger 9 meter över havet.
Terrängen runt El Castillo de Chipiona är platt. Havet är nära El Castillo de Chipiona åt nordväst. Runt El Castillo de Chipiona är det tätbefolkat, med 286 invånare per kvadratkilometer. Närmaste större samhälle är Sanlúcar de Barrameda, 8,7 km nordost om El Castillo de Chipiona. Trakten runt El Castillo de Chipiona består till största delen av jordbruksmark.